# طواف سويسرا 1999
طواف سويسرا 1999 (بالإنجليزية: 1999 Tour de Suisse)‏  هو سباق دراجات هوائية، وهو الموسم رقم 63 من السباق، وأقيم خلال الفترة 15 يونيو 1999، وحتى 24 يونيو 1999، وهو من نوع سباق المرحلة.
فاز فيه بالمركز الأول فرانشيسكو كاساجراندي، وبالمركز الثاني لوران جالابير، وبالمركز الثالث جيلبرتو سيموني، والفائز في ترتيب التسلق  لوران جالابير، والفائز حسب ترتيب النقاط ماركوس زبيرج.

## الفائزون
| الترتيب    | الفائز               |
| ---------- | -------------------- |
| الفائز     | فرانشيسكو كاساجراندي |
| الثاني     | لوران جالابير        |
| الثالث     | جيلبرتو سيموني       |
| حسب النقاط | لوران جالابير        |
| تسلق الجبل | ماركوس زبيرج         |